# Municipio de Long Lake (condado de Watonwan)
El municipio de Long Lake (en inglés: Long Lake Township) es un municipio ubicado en el condado de Watonwan en el estado estadounidense de Minnesota. En el año 2010 tenía una población de 338 habitantes y una densidad poblacional de 3,66 personas por km².

## Geografía
El municipio de Long Lake se encuentra ubicado en las coordenadas 43°53′55″N 94°39′47″O / 43.89861, -94.66306. Según la Oficina del Censo de los Estados Unidos, el municipio tiene una superficie total de 92.43 km², de la cual 89,13 km² corresponden a tierra firme y (3,56 %) 3,29 km² es agua.

## Demografía
Según el censo de 2010, había 338 personas residiendo en el municipio de Long Lake. La densidad de población era de 3,66 hab./km². De los 338 habitantes, el municipio de Long Lake estaba compuesto por el 99,41 % blancos y el 0,59 % eran de una mezcla de razas. Del total de la población el 0,59 % eran hispanos o latinos de cualquier raza.